# Mandres-les-Roses
Mandres-les-Roses är en kommun i departementet Val-de-Marne i regionen Île-de-France i norra Frankrike. Kommunen ligger i kantonen Villecresnes som tillhör arrondissementet Créteil. År 2022 hade Mandres-les-Roses 4 876 invånare.

## Befolkningsutveckling
Antalet invånare i kommunen Mandres-les-Roses
| Referens: INSEE |